# Barbara Hepworth
Jocelyn Barbara Hepworth DBE (Wakefield, Yorkshire, 10 de gener de 1903 - Saint Ives, 20 de maig de 1975) va ser una escultora anglesa, autora de les primeres escultures abstractes fetes a Anglaterra, i una de les artistes més influents del segle xx.

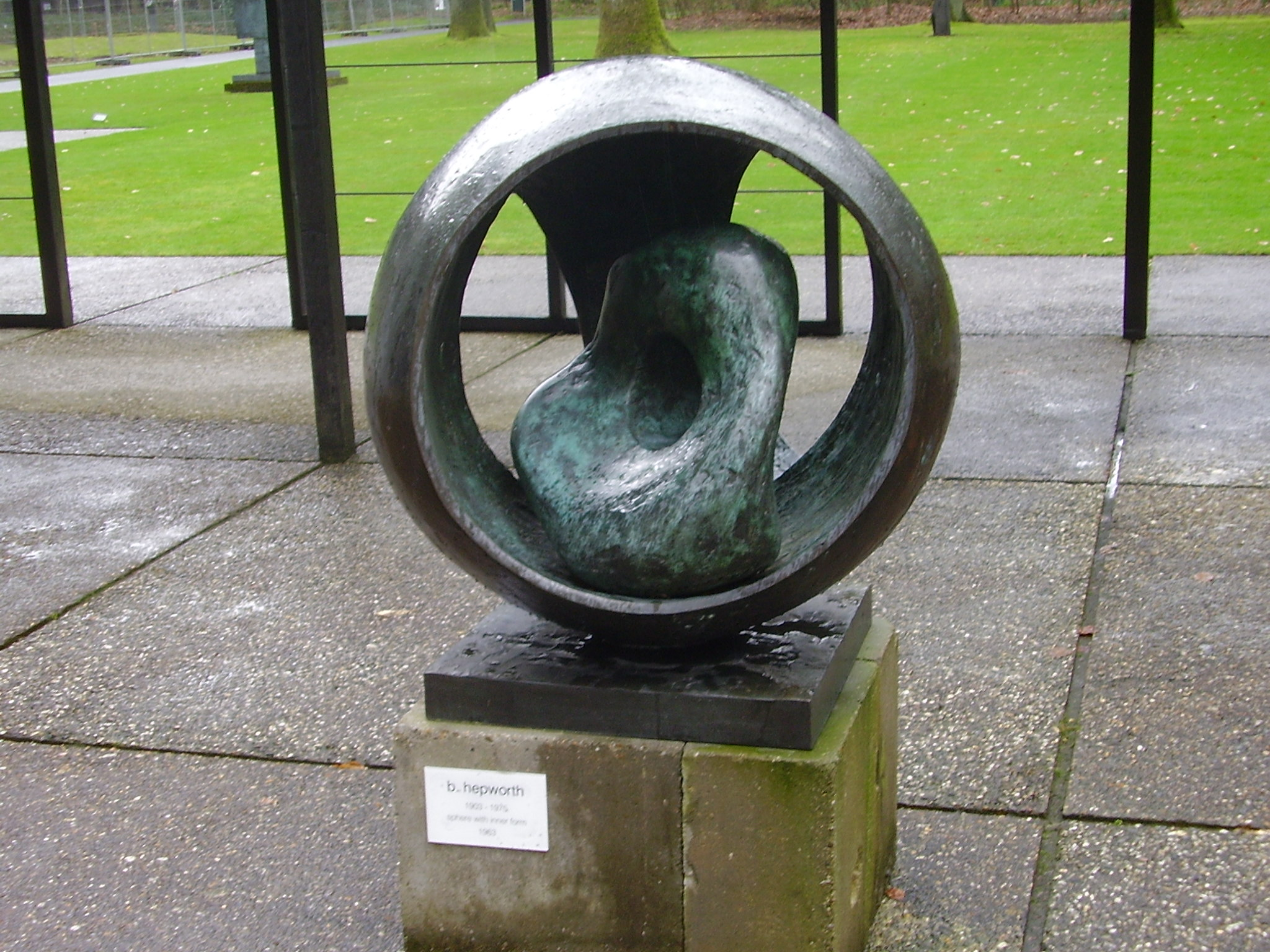
Sphere with Inner Form al Museu Kroller Muller

Va anar a la Wakefield Girls High School, i entre 1920 i 1921 va estudiar a la Leeds School of Art, on va conèixer Henry Moore; la seva amistat permanent i la seva influència recíproca serien factors importants en el desenvolupament paral·lel de les seves carreres. Després continuà la seva formació al Royal College of Art de Londres (1921-1924). Més tard va estudiar durant un temps a Itàlia.
Va pertànyer a un important grup d'artistes europeus que van treballar els materials tradicionals de manera innovadora. La seva obra es caracteritza pels espais buits dintre de l'escultura. Per a ella, les propietats naturals del material devien formar definitivament l'obra. Va treballar sobretot en fusta o pedra; i d'aquesta manera va fer una activitat de caràcter abstracte. El seu primer matrimoni va ser amb l'escultor John Skeaping, de qui es va divorciar el 1933. El seu segon matrimoni, el 1938, va ser amb el pintor i escultor abstracte Ben Nicholson, a qui havia conegut el 1931 i de qui havia tingut trigèmins el 1934; es van divorciar el 1951. Hepworth i Nicholson van ser membres clau en el moviment d'art abstracte anglès de la dècada dels trenta.
Després de la Segona Guerra Mundial es va convertir en una de les revelacions de l'escultura més importants de la seva generació. Amb els anys, les seves obres van anar assolint una mida més gran; per exemple, Single Form, el monument a Dag Hammarskjöld (1964) a la seu de les Nacions Unides a Nova York, als Estats Units, que és una de les seves obres més prestigioses.
Va ser dama comandant de l'orde de l'Imperi britànic el 1965, deu anys abans de la seva defunció, que es produí durant un foc en el seu taller de St. Ives, a Cornualla (Gran Bretanya), als 72 anys. El taller i casa seva formen actualment el Museu Barbara Hepworth.
En 2011 en museu The Hepworth Wakefield, dissenyat per l'arquitecte David Chipperfield, i l'edifici du el nom de l'escultora nascuda a la ciutat.